# Terre d'images
Terre d'images est une revue bimestrielle des arts et techniques photographiques, devenue en 1965 journal bimensuel d'information des arts et techniques, format tabloïd qui a paru de 1964 à 1967, jusqu'au numéro 33 de novembre 1966.

## Histoire
Fondée en 1964 et dirigée par l'imprimeur Michel Brient, le rédacteur en chef est Jean Adhémar, conservateur en chef du Département des Estampes et de la Photographie de la Bibliothèque nationale de France, remplacé au septième numéro par Jean-Louis Swiners, ex-photojournaliste et journaliste, la revue se différencie des autres publication de ce type par la qualité de ses collaborateurs[non neutre]. Le rayonnement de la publication est bien supérieur à son succès commercial[Quoi ?].
À partir du numéro 10, chaque numéro contient une rubrique : « Le dictionnaire des photographes »  et une galerie dédiée à un photographe contemporain.

### Le Dictionnaire des grands photographes
- n° 10, 17 septembre 1965, p. 3. André Vigneau. Une curiosité éclectique.
- n° 11, 1er octobre 1965, p. 3, Gilles Ehrmann .Artisan et poète
- n° 12, 15 octobre 1965, p. 3 Man Ray. Peintre photo-photographe et photographe-peintre
- n° 13, 5 nov. 1965, p. 3, Photographe des cathédrales, Frederick H. Evans
- n° 32, octobre 1966, p. 20-33, Chim David Seymour
- n° 33, novembre 1966, p. 18-23, Edward Weston; p. 25-31, Yehuda Neiman